# Diego Paz
Diego Paz né le 10 août 1992, est un joueur de hockey sur gazon argentin. Il évolue au poste de milieu de terrain en Belgique et avec l'équipe nationale argentine.
Il a participé aux Jeux olympiques d'été de 2020,.

## Carrière

### Jeux olympiques
- Top 8 : 2020